# Świecie (gmina)
Świecie – gmina miejsko-wiejska w Polsce położona w województwie kujawsko-pomorskim, w powiecie świeckim. W latach 1975–1998 gmina administracyjnie należała do województwa bydgoskiego.
Siedziba gminy to Świecie.
Według danych z 2006 gminę zamieszkiwało 33 269 osób.

## Struktura powierzchni
Według danych z roku 2005 gmina Świecie ma obszar 174,81 km², w tym:
- użytki rolne: 60%
- użytki leśne: 23%

Gmina stanowi 11,87% powierzchni powiatu.

## Ochrona przyrody

### Parki Krajobrazowe
Południową i wschodnią część gminy zajmuje Nadwiślański Park Krajobrazowy. W Świeciu swoją siedzibę ma dyrekcja Zespołu Parków Krajobrazowych Chełmińskiego i Nadwiślańskiego.

### Rezerwaty przyrody
Na terenie gminy znajdują się 4 rezerwaty przyrody:
- projektowany rezerwat przyrody Czarcie Góry – krajobrazowy, będzie chronił urwiste zbocza poprzecinane parowami i wąwozami wraz z bogatym runem leśnym
- Rezerwat przyrody Grabowiec – leśny chroni żyzny las liściasty
- Rezerwat przyrody Ostnicowe Parowy Gruczna – stepowy, chroni roślinność kserotermiczną z ostnicą Jana
- Rezerwat przyrody Śnieżynka – florystyczny, chroni największe w województwie stanowisko śnieżyczki przebiśnieg

### Natura 2000
Na obszarze gminy występują 3 obszary natura 2000: 
- SOO Zamek w Świeciu PLH040025
- OSO Dolina Dolnej Wisły PLB040003
- SOO Solecka Dolina Wisły PLH040003.

### Pomniki przyrody
Na terenie gminy znajduje się 39 pomników przyrody ożywionej i 4 nieożywionej.

### Obszary Chronionego Krajobrazu
Na terenie gminy częściowo znajdują się w poszczególnych rejonach:
- Nadwiślański Obszar Chronionego Krajobrazu – część południowo-zachodnia
- Świecki Obszar Chronionego Krajobrazu – część północna
- Obszar Chronionego Krajobrazu Wschodni Borów Tucholskich – część północno-wschodnia.

## Demografia

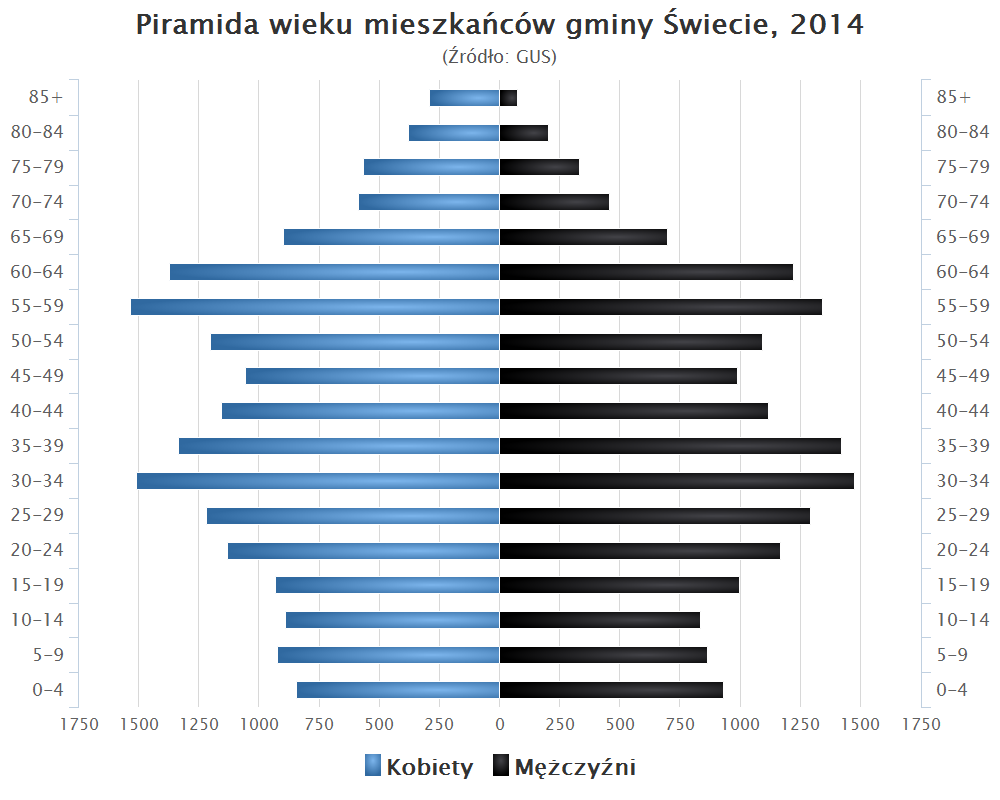
Piramida wieku mieszkańców gminy Świecie w 2014 roku

Dane z 30 czerwca 2004:
| Opis                              | Ogółem | Ogółem | Kobiety | Kobiety | Mężczyźni | Mężczyźni |
| --------------------------------- | ------ | ------ | ------- | ------- | --------- | --------- |
| jednostka                         | osób   | %      | osób    | %       | osób      | %         |
| populacja                         | 32 954 | 100    | 17 166  | 52,1    | 15 788    | 47,9      |
| gęstość zaludnienia (mieszk./km²) | 188,5  | 188,5  | 98,2    | 98,2    | 90,3      | 90,3      |

## Zabytki
Wykaz zarejestrowanych zabytków nieruchomych na terenie gminy:
- drewniany dom podcieniowy nr 21 z 1770 roku w Chrystkowie, nr A/306/1 z 06.04.1992 roku
- szachulcowy młyn wodny z 1888 roku w Grucznie, nr A/96 z 12.06.2003 roku
- zespół dworski w Polskim Konopacie, obejmujący: dwór z drugiej połowy XIX w.; park z początku XIX w.; spichrz z ok. 1860; kuźnię z 1865, nr 127/A z 10.11.1983 roku
- zespół dworski w Sartowicach, obejmujący: dwór z 1792; park z XVIII/XIX w.; kaplicę dworska, obecnie kościół parafii pod wezwaniem św. Barbary z 1850 roku, nr 168/A z 15.06.1985 roku
- kościół parafii pod wezwaniem św. Stanisława Biskupa i Matki Boskiej Częstochowskiej z XV-XVII w. w Świeciu, nr KOK 5/53 z 13.07.1936 roku
- zespół klasztorny bernardynów z XVII-XX w. w Świeciu, obejmujący: kościół pod wezwaniem Niepokalanego Poczęcia Najświętszej Maryi Panny; klasztor, obecnie szpital dla nerwowo chorych, nr A/2 z 29.04.1999 roku
- zespół kościelny przy ul. Ogrodowej 2 w Świeciu, obejmujący: kościół ewangelicki, obecnie rzymskokatolicki pod wezwaniem św. Andrzeja Boboli z lat 1892-1894; dom dziekana, obecnie plebania z początku XX w.; pastorówkę, obecnie organistówka z 1893 roku, nr A/451/1-3 z 19.07.1995 roku
- mury miejskie z sześcioma basztami i fragmentem Bramy Chełmińskiej z lat 1375-1392 w Świeciu, nr 477 z 21.09.1963 roku
- ruiny zamku krzyżackiego z połowy XIV w. w Świeciu, nr A/762 z 18.10.1934 roku
- ratusz, obecnie Pałac Ślubów z lat 1870-1879 w Świeciu, nr A/821 z 24.05.1994 roku
- budynek Urzędu Miasta z lat 1880-1885, przy ul. Wojska Polskiego 124 w Świeciu, nr A/822 z 24.05.1994 roku
- zespół młyna przy ul. Wojska Polskiego 4 i 6 w Świeciu, obejmujący: młyn zbożowy murowano-szachulcowy z lat 1860-1864; dom młynarza, nr A/369/1-2 z 18.08.1993 roku
- drewniana chata nr 1 z ok. 1820 roku w Topolinku, nr 340 z 28.02.1956 roku.

## Sołectwa
Chrystkowo, Czaple, Dworzysko, Głogówko Królewskie, Gruczno, Kosowo, Kozłowo, Polski Konopat, Sartowice, Sulnowo, Sulnówko, Topolinek, Wiąg.

## Pozostałe miejscowości
Czapelki, Drozdowo, Dziki, Ernestowo, Małe Bedlenki, Marianki, Morsk, Niedźwiedź, Nowe Dobra, Przechówko, Skarszewo, Święte, Terespol Pomorski, Wielki Konopat, Wyrwa.

## Sąsiednie gminy
Bukowiec, Chełmno, Chełmno (miasto), Dragacz, Drzycim, Jeżewo, Pruszcz